# Vittorio Pandolfi
Vittorio Pandolfi (Roma, 8 novembre 1942) è un giornalista italiano.

## Biografia
Laureato in Economia e Commercio presso la Sapienza Università di Roma, inizia la carriera giornalistica come praticante nel 1975, diventando professionista nel 1977. Il suo percorso lavorativo sarà strettamente legato alle agenzie di stampa. Nel 1975, infatti, viene assunto dall'Agenzia Giornalistica Italia dove rimarrà fino alla fine della sua carriera: inizialmente redattore economico, diventa caposervizio, caporedattore (1982), vice direttore (1997), fino ad assumere la direzione dell'agenzia dal 2001 al 2005.
Nel 1992 è stato capo ufficio stampa del Ministero del bilancio e della programmazione economica, ricoprendo lo stesso ruolo per il Ministero delle finanze nel 1993. 
Ha collaborato con l'Enciclopedia Treccani e con alcune riviste come L'Espresso, Mondo Economico (settimanale del Sole 24 ORE) e Il Mondo.
Ha insegnato presso l'Istituto per la Formazione al Giornalismo dell'Università di Urbino ed è tuttora docente di giornalismo d'agenzia presso il corso di "Editoria e scrittura" della Sapienza.